# Carlton Fisk
Carlton Ernest Fisk (Bellows Falls, Vermont, 26 de diciembre de 1947), más conocido como Carlton Fisk, es un exjugador profesional estadounidense de béisbol que se desempeñó en la posición de cácher en las Grandes Ligas de Béisbol (MLB). Es miembro del Salón de la Fama del Béisbol.

## Carrera
Fisk jugó como profesional once temporadas en Boston Red Sox (1969, 1971-1980), después pasó a Chicago White Sox, donde jugó trece temporadas (1981-1993), y fue el equipo en el que se retiró.

## Reconocimiento
En 2000, ingresó como miembro al Salón de la Fama del Béisbol.